# TV6 (France)
Pour les articles homonymes, voir TV6.
TV6 sigle de Télévision 6 était une chaîne de télévision française privée et gratuite nationale consacrée à la musique et pour la jeunesse, créée le 1er mars 1986 et supprimée le 28 février 1987 à minuit. Cette suppression survient pour des motifs politiques à la suite des élections législatives de mars 1986 perdues par la majorité de gauche (le gouvernement de Laurent Fabius) et gagnées par l'opposition de droite représentée par Jacques Chirac.
Quelques heures après la disparition définitive de TV6, le dimanche 1er mars 1987, la chaîne M6 retransmet ses premières émissions en direct, la remplaçant sur le même canal.
Malgré sa brève durée d'émission, TV6 permet à plusieurs personnalités d'émerger dans le paysage audiovisuel français, parmi lesquelles Jean-Luc Delarue, Childéric Muller, Philippe Vandel ou encore Alain Maneval. Une partie de la presse et des médias salue un ton nouveau conforme à un esprit de « libre antenne » et l'arrivée de la télévision musicale en France.
TV6 est la première chaîne nationale à être supprimée dans l'histoire de la télévision française cinq ans avant La Cinq laquelle s'arrête sur décision de sa direction, en raison de sa faillite.

## Histoire de la chaîne
Après avoir conçu, développé et lancé Canal+, en novembre 1984, Léo Scheer quitte Havas et son dirigeant André Rousselet, pour rejoindre le groupe Publicis et Maurice Levy, afin de mettre en œuvre un nouveau projet de télévision commerciale, en partenariat avec Europe 1 Communications.
En 1985, à un peu plus d'un an des élections législatives en France, la gauche au pouvoir redoute un échec et souhaite alors créer un espace médiatique nouveau, hors du domaine institutionnel de la télévision publique sous contrôle des gouvernements, susceptible de toucher un large public contrairement à Canal+ cryptée. Cette chaîne pourrait constituer un relais d'opinion conforme à ses idées, si elle venait à retourner dans l'opposition.
Le 16 janvier 1985 à 20 heures, le président de la République François Mitterrand annonce au journal télévisé d'Antenne 2, la création de deux nouvelles chaînes privées gratuites, La Cinq et TV6 et prévoit même jusqu'à 85 télévisions locales. Il lance l'idée d'« un espace de liberté supplémentaire » et demande au gouvernement de Laurent Fabius d'étudier le projet. L'avocat Jean-Denis Bredin, chargé par le Premier ministre de rédiger un rapport sur l'ouverture de « l'espace télévisuel à la télévision privée », le lui remet le 20 mai. Ce dernier préconise la création de deux chaînes nationales privées en clair financées par la publicité et dont les fréquences seront concédées par l'État conformément à l'article 79 de la loi du 29 juillet 1982 sur la communication audiovisuelle. Ces deux nouvelles antennes pourront techniquement utiliser les canaux 5 et 6 des nouveaux réseaux d'émetteurs nationaux à constituer dans la bande de fréquences UHF.
Le 31 juillet, Georges Fillioud, secrétaire d'État français chargé des Techniques de la communication, présente en conseil des ministres une communication sur le développement de l'audiovisuel. Il annonce un projet de loi définissant la création d'ici le printemps 1986, de deux nouvelles chaînes de télévision privées à diffusion nationale, l'une généraliste, l'autre à vocation musicale, ainsi que des dizaines de chaînes de télévision locales, au capital desquelles se retrouveraient groupes de presse, sociétés de production et publicitaires.
À la suite de cette décision de création de deux nouvelles chaînes de télévision nationales privées, Léo Scheer et le producteur des Enfants du Rock, Jean-Martial Lefranc, mettent au point sous la direction de Maurice Lévy, le projet d'une chaîne de télévision adaptée à un réseau hertzien nouveau, ciblée sur les jeunes.
Le groupe Publicis plus important acteur de la publicité en Europe, change alors de partenaire pour son projet de télévision commerciale et s'allie à plusieurs entreprises spécialistes de la communication et de l'industrie musicale, comme NRJ, Gaumont, l'agence de communication Gilbert Gross et trois « majors » de l'édition musicale, Polygram, Sony et Virgin. Ce groupement répond dans sa forme, aux critères établis par le projet de loi du gouvernement. Il dépose son dossier de candidature pour l'obtention d'un contrat de concession de service public, auprès de la Haute Autorité de la communication audiovisuelle. Le projet porte simplement le nom de code TV6 après avoir failli s'appeler TNT, Turbo 6, V 6, MV 6, Super 6 ou encore NRJ 6.
Trois concurrents sont en compétition pour l'appel à candidature pour la concession du sixième réseau : la CLT, ancien candidat perdant à l'attribution de la cinquième chaîne et dont l'objectif consiste toujours à implanter RTL Télévision sur le territoire français, le duo Publicis/Gaumont/NRJ/Gilbert Gross et le groupement Hit FM/RSCG piloté par le publicitaire Jacques Séguéla.
Le 28 janvier 1986, le gouvernement choisit le dossier de la société TV6 conduit par Publicis pour créer la première chaîne de télévision française consacrée à la jeunesse et à la musique. Le contrat de concession de service public de 18 ans entre l’État et TV6 est signé le même jour. Le décret portant approbation de ce contrat et du cahier des charges de la sixième chaîne est publié le 21 février.
La chaîne doit consacrer au moins 50 % de son antenne à la musique et, à la différence du cahier des charges de La Cinq, elle est soumise aux mêmes obligations que les chaînes publiques pour les délais à respecter pour la diffusion des films depuis leur sortie en salle et les quotas de diffusion de longs-métrages français. TV6 s'engage aussi à diffuser trois cent cinquante heures de production propre la première année puis produire cent vidéo-clips,.
Le sigle de la chaîne signifie « TéléVision 6 ».

## Ouverture de l'antenne
Après la diffusion en boucle d'une bande-annonce dès le 22 février 1986 sur le nouveau sixième réseau hertzien de TDF, TV6, première chaîne de télévision musicale française, commence à émettre le samedi 1er mars 1986 à 17h00. Fidèle à sa cible marketing, elle s'affiche comme « la plus jeune des télés » et se consacre entièrement aux musiques actuelles.
Chacun des partenaires de l'entreprise apporte sa pierre à l'édifice : Gaumont son catalogue de films et de séries télévisées, NRJ ses animateurs et son savoir-faire dans la programmation musicale et le groupe Publicis prend en charge la direction administrative de la chaîne et la régie publicitaire. Comme chaîne commerciale privée, TV6 peut diffuser jusqu'à deux minutes de publicité toutes les vingt minutes.

## Changement politique et remise en cause
À la suite des élections législatives de mars 1986, la droite revient au pouvoir. Jacques Chirac est Premier ministre et demande à son nouveau ministre de la Communication François Léotard, de mettre en œuvre la politique audiovisuelle du gouvernement : privatisation de TF1. Ce plan comprend aussi l'annulation des concessions des deux nouvelles chaînes privées La Cinq et TV6, dont les conditions d'attribution sont considérées non conformes d'un point de vue règlementaire.
Par le décret no 86-901 du 30 juillet 1986, le gouvernement de Jacques Chirac réattribue le canal, anticipant la fin du contrat de concession signé par le précédent gouvernement.
À la suite d'un recours de TV6, ce décret est annulé par arrêt du Conseil d'État le 2 février 1987, car le ministre n'a pas respecté l'échéance légale de la concession d'un an. Toutefois, la Commission nationale de la communication et des libertés (CNCL) désormais chargée du dossier depuis le 30 septembre 1986, fixe les nouvelles obligations générales et particulières des « télévisions hertziennes nationales privées en clair » par les décisions no 87-1 et 87-2, le 15 janvier 1987.
Le 2 février 1987, le décret no 87-51 résilie le contrat de concession de la sixième chaîne qui s'achève le 28 février 1987 à minuit et ouvre par la même occasion l'appel à candidature pour la réattribution du réseau. La CNCL auditionne le projet Métropole Télévision présenté par la Lyonnaise des Eaux alliée à la CLT, au producteur Marin Karmitz (MK2) et au groupe de presse Amaury, le groupement Télé Fiction Musique, ainsi que TV6, candidate à sa propre succession.

## TV6 remplacée par Metropole TV
Le projet Métropole Télévision de la Lyonnaise des Eaux et de la CLT a les faveurs du gouvernement. Jacques Chirac a promis la sixième chaîne à son ami Jérôme Monod, PDG de la Lyonnaise des Eaux ainsi qu'à la CLT, contre un accord sur le vote luxembourgeois concernant la politique agricole commune. Souhaitant contrecarrer ce plan, le groupe Publicis négocie avec la Lyonnaise des Eaux pour constituer un nouveau tour de table associant les nouveaux et d'anciens opérateurs. Ce type d'opération vient d'être réussi par Silvio Berlusconi avec Robert Hersant pour La Cinq.
Toutefois, les négociations n'aboutissent pas et les 25 et 26 février 1987, la CNCL attribue le sixième réseau à la société Métropole Télévision. Des personnalités et artistes comme Serge Gainsbourg, Johnny Hallyday ou Eddy Mitchell, interpellent en vain le gouvernement pour tenter de sauver TV6.

## Arrêt des émissions
Le 28 février 1987, TV6 voit sa concession d'un an non renouvelée. Son siège est pris d'assaut par quelques jeunes fans pour manifester en distribuant des tracts dans le RER parisien avant d'être interrogés par les médias. Il déferlent ensuite sur les Champs-Élysées et improvisent une manifestation avec des artistes parmi lesquels Francis Lalanne, Marc Lavoine, Mylène Farmer, Patrick Bruel... L'animateur Childéric Muller, vedette de la chaîne, doit monter dans un arbre avec un porte-voix pour disperser la foule en fin de manifestation. Le soir même, TV6 diffuse sa dernière émission depuis le plateau de l'émission Tam-Tam installé chez VCF à Saint-Cloud, en présence de nombreux artistes et de tous les animateurs de la chaîne comme Smicky, Jean-Luc Delarue, Isabelle Duhamel, Frédéric Smektala, Frédéric de Rieux et Childeric Muller. Alain Maneval porte une pancarte « Y’en a qu'une, c'est la 6 », clin d'œil au slogan de TF1 de l'époque.
À l'antenne, le programme spécial s'achève par un clip parodiant Star Wars dans lequel Dark Vador symbolisant le nouveau gouvernement de droite Chirac/Balladur se félicite de la victoire de l'Empire, le groupement Lyonnaise des Eaux/CLT sur la rébellion de TV6, propriété de Publicis/NRJ. La manœuvre fait exploser la planète TV6, âgée d'un an seulement. Le lendemain, 1er mars 1987. La chaîne M6 prend le relais dès le lendemain matin à 11 h 15, sur le même canal où sa défunte concurrente a éteint ses émetteurs à minuit. Ainsi, il n'y a pas « d'écran noir », à la différence quelques années plus tard, de la fermeture de la chaîne La Cinq.
Bénéficiant d'un réseau d'émetteurs essentiellement situés dans les grands bassins urbains de la France, M6 devra toutefois conserver dans sa programmation une certaine dominante musicale, héritée de TV6.

## Organisation

### Capital
Le capital de la société TV6 s'élève à 10 000 000 francs détenus à 25 % par Publicis, à 25 % par Gaumont, à 18 % par NRJ, à 12 % par Gilbert Gross, les 20 % restants étant répartis entre la direction, des personnes privées et les trois majors de l'édition musicale Polygram, Sony et Virgin.

### Siège
Le siège social de TV6 est situé au 133, avenue des Champs-Elysées dans le 8e arrondissement de Paris, siège de son actionnaire principal Publicis.

## Programmes
De mars à septembre 1986, TV6 ouvre chaque jour son antenne à 14h00 et diffuse jusqu'à minuit un programme ne comportant que des émissions musicales. À partir du 25 octobre 1986, TV6 diffuse des séries télévisées et un feuilleton, ainsi que des films, principalement issus du catalogue Gaumont et sélectionnés par Gérard Jourd'hui. TV6 tente de se différencier de ses concurrentes par le choix éditorial fait au niveau des films et des séries souvent inédites sur les chaînes français.
Dominique Duforest est chargé de la sélection des vidéo-clips et de leurs programmation et de l'habillage d'antenne. Les jingles musicaux étaient réalisés par le producteur-arrangeur Jean-Pierre Castelain.

### Émissions
- Système 6 [16] : l'émission phare de la chaîne diffusée quotidiennement en semaine de 17 h à 19 h et animée par Childeric Muller. Cette émission verra débuter de nombreux chroniqueurs dont notamment Smicky, Philippe Vandel, Jean-Luc Delarue ou Charlotte Valandrey ("La bande à Childé"). Premier "talk-show" quotidien de la chaîne : chaque jour, dans l'émission totalement en direct, les jeunes téléspectateurs peuvent s'exprimer librement par téléphone et surtout converser avec les artistes invités sur le plateau; ce qui donne lieu à de nombreux dérapages. Toutefois, la plupart des personnalités Françaises et étrangères de passage à Paris acceptent de jouer le jeu et on y voit Indochine, James Brown, Michel Sardou, Mylène Farmer, Serge Gainsbourg, The Cure…
- Tam-Tam : émission hebdomadaire de variétés de Patrice Blanc-Francard, animée par Alain Maneval et diffusée en direct et en public chaque samedi de 18 h à 19 h 30, dans laquelle se pressaient les artistes branchés français ou étrangers des années 1980 (Niagara, Simple Minds, Gold…).
- Les Bons Plans d'Actuel : émission quotidienne diffusée chaque soir de 20h25 à 20h30 et présentée par Bintou Simpore et Philippe Vandel qui y fait ses premières armes télévisuelles.
- Une page de pub : émission diffusée le samedi de 20 h à 20 h 25 et présentée en direct par Olivier Dorangeon et Jean-Luc Delarue. Ce dernier rend l’antenne à la fin de chaque émission en prononçant : « Bonjour chez vous », en faisant le signe adéquat (référence à la série Le Prisonnier diffusée sur la chaîne). Dans ce jeu télévisé, trois candidats s'affrontent sur leur terrain favori : la culture publicitaire.
- Les catcheurs du rock : dessin animé présenté par Isabelle Duhamel le samedi de 17h00 à 18h00.
- Profil 6 : Cette émission diffusée le jeudi de 23h00 à minuit dresse le portrait d'un artiste en clip musical et interview.
- Play 6 : émission animée par Smicky et diffusée le dimanche de 18h30 à 19h00 proposant les titres les plus demandés et les coups de cœur de la chaîne.
- Métal 6 : émission musicale consacrée au hard rock et à son actualité (concerts, nouveautés), présentée par Francis Zégut et diffusée le dimanche de 19h00 à 20h00.
- 6 Tonic : diffusion de clips musicaux, bandes-annonces de films et extraits de concerts tous les jours de la semaine de 14h à 17h et en fin de soirée jusqu'à la fin des émissions à 1h00.
- Live 6 : émission de variétés présentée en direct chaque vendredi soir de 20h30 à 22h00 par Smicky puis par Jacques Colin et composée de plusieurs rubriques : "Jeux", "Rodéo Clip" : concours réservé aux amateurs qui permet au vainqueur d'être programmé au moins deux fois par jour sur TV6, "Astrorock" : l'invité est soumis à un interrogatoire fondé sur l'étude de son thème astral puis enfin, une séquence concert.
- Côté-courts : émission diffusée chaque vendredi de 22h00 à 23h00 et réalisée en collaboration avec l'Agence du court métrage.

À partir du 25 octobre 1986, TV6 se mit à diffuser avec la musique de Top Gun des séries télévisées et un feuilleton, ainsi que des films issus du catalogue Gaumont. La chaîne tente de se différencier de ses concurrentes par le choix éditorial fait au niveau des films et des séries, souvent inédits.
- Le dimanche :
  - Les Globe-trotters, puis un film ;
- Du lundi au vendredi :
  - Le Temps des copains, puis Max la Menace, suivis par :
- Le lundi :
  - Les Envahisseurs, puis Superminds ;
- Le mardi :
  - un film ;
- Le mercredi :
  - Le Cheval de fer, puis La Grande Vallée, puis Les Chevaliers du ciel, puis Destination Danger, puis Au cœur du temps ;
- Le jeudi :
  - un film ;
- Le samedi :
  - Insiders (à partir du 25 octobre - 1 saison - 13 épisodes[17]), puis No soap (No soap, radio), puis Alfred Hitchcock présente.

Cette grille subit peu de variations jusqu'à l'arrêt de la chaîne le 28 février 1987.

### Grille de programmes
- Grille des programmes de TV6 du 1er mars 1986 au 24 octobre 1986 :

Les séries télévisées sont en vert ; les téléfilms en rose ; les émissions en marron doré et les films en marron. Le ® correspond aux rediffusions.
|          | 14:00   | 17:00   | 18:00     | 19:00          | 20:00          | 21:00            | 22:00   | 00:00              |
| lundi    | 6 Tonic | Magic 6 | Système 6 | NRJ 6          | Profil 6       | Concert sur la 6 | 6 Tonic | Fin des programmes |
| mardi    | 6 Tonic | Magic 6 | Système 6 | NRJ 6          | 6 Best         | Concert sur la 6 | 6 Tonic | Fin des programmes |
| mercredi | 6 Tonic | Magic 6 | Système 6 | NRJ 6          | Sixties        | Sixties          | 6 Tonic | Fin des programmes |
| jeudi    | 6 Tonic | Magic 6 | Système 6 | NRJ 6          | 6 sur 6        | Concert sur la 6 | 6 Tonic | Fin des programmes |
| vendredi | 6 Tonic | Magic 6 | Système 6 | NRJ 6          | Chance 6       | Concert sur la 6 | 6 Tonic | Fin des programmes |
| samedi   | 6 Tonic | Magic 6 | Système 6 | NRJ 6 Super 6  | NRJ 6 Super 6  | Concert sur la 6 | 6 Tonic | Fin des programmes |
| dimanche | 6 Tonic | Magic 6 | Système 6 | Euro 6 ou US 6 | Euro 6 ou US 6 | Concert sur la 6 | 6 Tonic | Fin des programmes |

- Grille des programmes de TV6 du 25 octobre 1986 au 28 février 1987[18] :

Les séries télévisées sont en vert ; les téléfilms en rose ; les émissions en marron doré et les films en marron. Le ® correspond aux rediffusions.
|          | 14:00              | 15:00     | 16:00             | 17:00                 | 18:00     | 18:30     | 19:00   | 19:30   | 19:40           | 20:00              | 20:10                | 20:25                   | 20:30            | 21:20                     | 21:45      | 21:50      | 22:00      | 22:05       | 22:10       | 22:30       | 22:35              | 23:00              | 23:20              | 23:35         | 00:00         | 01:00              |
| lundi    | 6 Tonic            | 6 Tonic   | 6 Tonic           | Système 6             | Système 6 | Système 6 | NRJ 6   | NRJ 6   | Max la Menace   | Max la Menace      | Le Temps des copains | Les Bons Plans d'Actuel | Les Envahisseurs | Superminds                | Superminds | Superminds | Superminds | 6 Tonic     | 6 Tonic     | 6 Tonic     | 6 Tonic            | 6 Tonic            | 6 Tonic            | 6 Tonic       | 6 Tonic       | Fin des programmes |
| mardi    | 6 Tonic            | 6 Tonic   | 6 Tonic           | Système 6             | Système 6 | Système 6 | NRJ 6   | NRJ 6   | Max la Menace   | Max la Menace      | Le Temps des copains | Les Bons Plans d'Actuel | Film             | Film                      | Film       | Film       | 6 Tonic    | 6 Tonic     | 6 Tonic     | 6 Tonic     | 6 Tonic            | 6 Tonic            | 6 Tonic            | 6 Tonic       | 6 Tonic       | Fin des programmes |
| mercredi | 6 Tonic            | 6 Tonic   | 6 Tonic           | Système 6             | Système 6 | Système 6 | NRJ 6   | NRJ 6   | Max la Menace   | Max la Menace      | Le Temps des copains | Les Bons Plans d'Actuel | Sixties          | Sixties                   | Sixties    | Sixties    | Sixties    | Sixties     | Sixties     | Sixties     | Destination Danger | Destination Danger | Destination Danger | Rock and Roll | Rock and Roll | Fin des programmes |
| jeudi    | 6 Tonic            | 6 Tonic   | 6 Tonic           | Système 6             | Système 6 | Système 6 | NRJ 6   | NRJ 6   | Max la Menace   | Max la Menace      | Le Temps des copains | Les Bons Plans d'Actuel | Film             | Film                      | Film       | Film       | Film       | Film        | 6 Tonic     | 6 Tonic     | 6 Tonic            | 6 Tonic            | 6 Tonic            | 6 Tonic       | 6 Tonic       | Fin des programmes |
| vendredi | 6 Tonic            | 6 Tonic   | 6 Tonic           | Système 6             | Système 6 | Système 6 | NRJ 6   | NRJ 6   | Max la Menace   | Max la Menace      | Le Temps des copains | Les Bons Plans d'Actuel | Live 6           | Live 6                    | Live 6     | Live 6     | Live 6     | Côté-Courts | Côté-Courts | Côté-Courts | Côté-Courts        | Film               | Film               | Film          | Film          | Fin des programmes |
| samedi   | 6 Tonic            | 6 Tonic   | 6 Tonic           | Les catcheurs du rock | Tam-Tam   | Tam-Tam   | Tam-Tam | Tam-Tam | Une page de pub | Une page de pub    | Une page de pub      | Les Bons Plans d'Actuel | Insiders         | Alfred Hitchcock présente | 6 Tonic    | 6 Tonic    | 6 Tonic    | 6 Tonic     | 6 Tonic     | 6 Tonic     | 6 Tonic            | 6 Tonic            | 6 Tonic            | 6 Tonic       | 6 Tonic       | Fin des programmes |
| dimanche | Les Envahisseurs®® | Insiders® | La Grande Vallée® | 6 Tonic               | 6 Tonic   | 6 Tonic   | NRJ 6   | NRJ 6   | NRJ 6           | Les Globe-trotters | Les Globe-trotters   | Les Globe-trotters      | Film             | Film                      | Film       | Tam-Tam ®  | Tam-Tam ®  | Tam-Tam ®   | Tam-Tam ®   | Tam-Tam ®   | Tam-Tam ®          | Tam-Tam ®          | 6 Tonic            | 6 Tonic       | 6 Tonic       | Fin des programmes |

- « La plus jeune des télés » : ce slogan fait référence à la cible des jeunes visée par la chaîne et au fait qu'elle est la dernière née des chaînes de télévision en France.

## Animateurs
- Jacques Colin
- Cookie
- Alain Maneval
- Bintou Simporé
- Childeric Muller
- Dominique Duforest
- Frédéric Derieux
- Frédéric Smektala
- Francis Zégut
- Isabelle Duhamel
- Jean-Luc Delarue
- Olivier Dorangeon
- Philippe Vandel
- Smicky

## Diffusion

### Hertzien analogique
TV6 est diffusée sur le nouveau sixième réseau hertzien analogique terrestre de TDF qui, à sa création, ne touche que 7 600 000 téléspectateurs potentiels avec 9 émetteurs de faible puissance arrosant les grandes métropoles. Les émissions étant retransmises en SECAM avec "identification ligne" pour faciliter la transmission de nouveaux services TV de l'époque (Télétexte, VPS, etc.), plusieurs foyers durent changer d'antenne (Large Bande) ou de récepteur TV à la suite d'une incompatibilités avec le format SECAM historique "identification Trame" (bouteilles SECAM) se traduisant par une image en noir et blanc sur les postes concernés. Ces évolutions techniques furent en quelque sorte un frein au déploiement du réseau de la sixième chaîne sur le territoire. En tant que chaîne privée, TV6 doit financer les nouveaux émetteurs installés par TDF, avec l'aide toutefois de certaines collectivités locales désirant répondre aux attentes de leurs administrés.
Fin février 1987 le sixième réseau national compte 30 émetteurs de faible puissance touchant 18 millions de téléspectateurs potentiels; à noter que 17 autres émetteurs prévus doivent être mis en service avant mars 1990.

### Satellite
En complément, TV6 est relayée sur l'ensemble du territoire national via le satellite Telecom 1B, lequel, grâce à La Cinq, doit favoriser le déploiement des équipements satellite individuels sur la France.

### Câble
TV6 est diffusée par câble en France sur les réseaux de France Telecom Câble, Lyonnaise Câble et CGV.

## Audience
En 1987, TV6 touche plus de dix millions de foyers potentiels (couvrant l'Île-de-France, Lyon et Marseille). Toutefois, son démarrage est compromis en raison de difficultés techniques pour la capter (canaux TV moins puissants que ceux de TF1, Antenne 2, FR3, Canal+ et La Cinq). Du fait de l'absence de mesure d'audience fiable la concernant à l'époque ; l'audimat ne concerne ni La Cinq, ni TV6) et la presse et les médias la traitent de chaîne marginale. Enfin, le puissant lobby de la télévision par câble (Lyonnaise des Eaux, Compagnie générale des eaux, France Télécom), voyant en elle une chaîne thématique nationale susceptible de freiner son développement, fait tout pour minimiser son succès. La chaîne réunit quotidiennement dès ses débuts, 500 000 téléspectateurs, soit 0,3 % de part d'audience, essentiellement adolescente.
Après un an d'existence, plus de 14 millions de Français connaissaient TV6.

## Annexe